# Juno II
Il Juno II era un razzo vettore statunitense usato tra la fine degli anni cinquanta e l'inizio degli anni sessanta. A differenza del Juno I, che usava come primo stadio un razzo Redstone, il Juno II usava come primo stadio un razzo Jupiter. Gli stadi superiori derivavano invece dal razzo Sergeant. Il Juno II era un razzo a quattro stadi, ma esisteva anche una versione a tre stadi, usata per i lanci in orbita terrestre bassa.
Il primo lancio con un Juno II venne effettuato il 6 dicembre 1958, l'ultimo il 24 maggio 1961. Con il Juno II vennero effettuati in totale dieci lanci, soprattutto di satelliti Explorer e sonde spaziali Pioneer; cinque lanci fallirono, quattro ebbero successo e uno fu un successo parziale, perché la sonda Pioneer 3 non riuscì a raggiungere la Luna, ma effettuò alcuni esperimenti scientifici che ebbero successo.